# وینگفیلد، ویلتشر
وینگفیلد (به انگلیسی: Wingfield) یک روستا و محله مدنی در بریتانیا است که در ویلتشر واقع شده‌است. وینگفیلد ۳۲۱ نفر جمعیت دارد.